# Túbuls seminífers

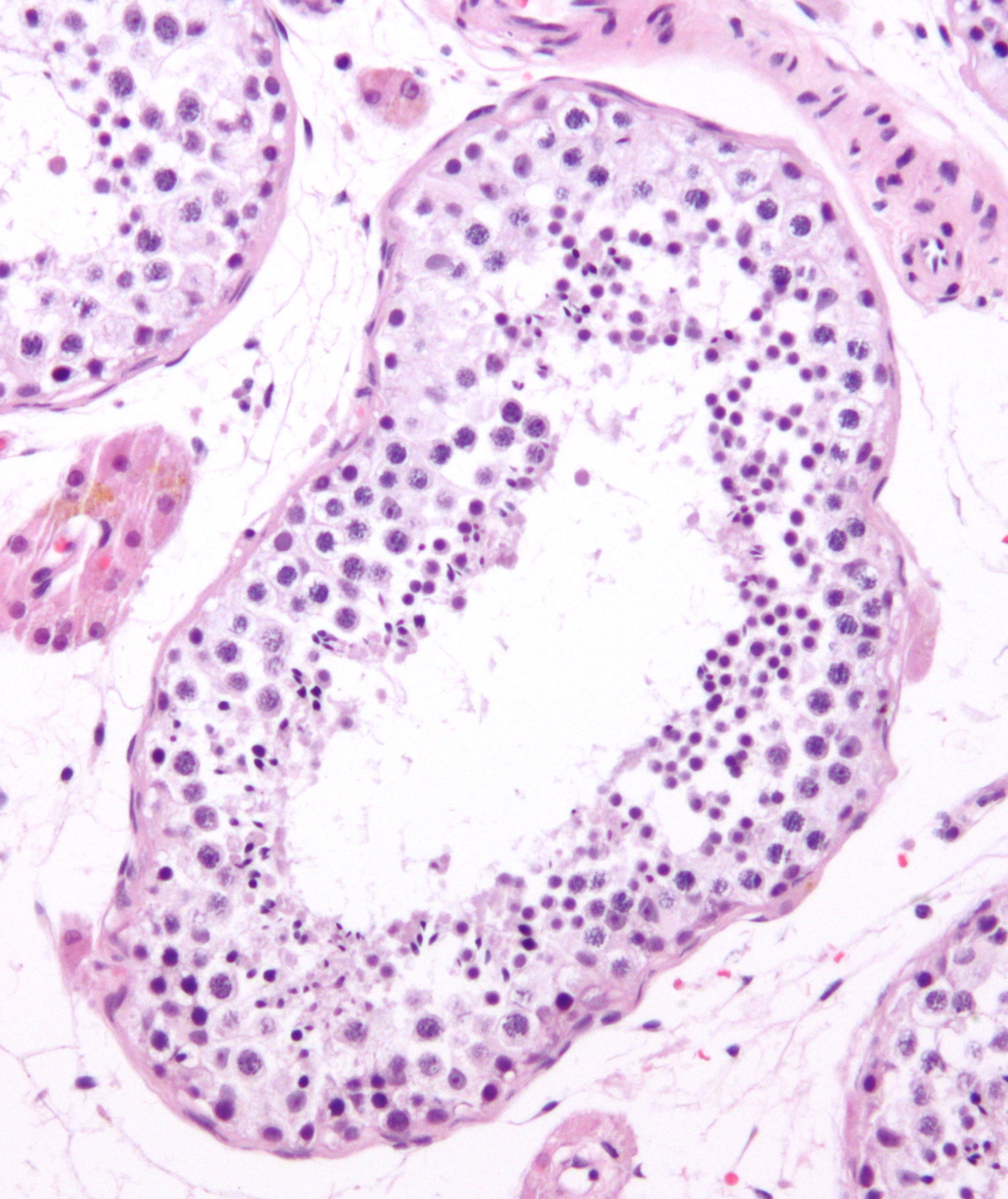
Tall transversal de túbul seminífer

Els túbuls seminífers són un tubs de 0,02 mm de diàmetre i 30 a 70 mm de llargada. Estan a dins dels testicles i s'encarreguen de generar, madurar i transportar l'esperma. En els mamífers, els túbuls seminífers desemboquen en un túbul sinuós de gran llargada, l'epidídim, que descansa sobre la superfície de cada testicle i que s'ajunta amb l'epidídim del testicle de l'altre cantó formant el conducte deferent. En els altres cordats, els túbuls seminífers desemboquen directament al conducte deferent.